# Бобен (Храстник)
Бобен (словен. Boben) — поселення в общині Храстник, Засавський регіон, Словенія. Висота над рівнем моря: 353,7 м.